# Zwei glorreiche Halunken
Zwei glorreiche Halunken (Originaltitel Il buono, il brutto, il cattivo; internationaler Titel The Good, the Bad and the Ugly – dt. Der Gute, der Böse und der Hässliche) ist ein Spielfilm aus dem Jahr 1966. Er entstand unter der Regie von Sergio Leone und gilt als Klassiker des Italowestern, nach Für eine Handvoll Dollar und Für ein paar Dollar mehr der dritte Teil von Leones „Dollar-Trilogie“, in der jeweils Clint Eastwood eine der Hauptrollen spielt.

## Handlung
Der Film spielt zur Zeit des Amerikanischen Bürgerkriegs während der Sibley-Offensive (1862) im Südwesten der Vereinigten Staaten im New-Mexico-Territorium.
Der Auftragskiller Sentenza (in der englischen Fassung: Angel Eyes) hat den Auftrag, einen Soldaten namens Jackson zu finden. Ein ehemaliger Kriegskamerad Jacksons sagt Sentenza, dass dieser sich mittlerweile Bill Carson nenne. Sentenza erfährt auch, dass Jackson eine mit Münzen gefüllte Regimentskasse der Südstaatenarmee im Wert von 200.000 Dollar veruntreut habe und deshalb auf der Flucht sei. Der Informant bietet ihm 1000 Dollar dafür, dass er seinen Auftraggeber tötet und nicht ihn. Kaltblütig erschießt Sentenza dennoch den Informanten vor dessen Familie und nimmt die 1000 Dollar. Danach kassiert er vom Auftraggeber seinen Lohn und erschießt auch diesen mit der Begründung, dass er dafür nun einmal bezahlt worden sei. Sentenza macht sich selbst auf die Suche nach Bill Carson, der, wie er bald erfährt, wieder in der Konföderiertenarmee dient.
Ein wortkarger Revolvermann befreit unterdessen den steckbrieflich gesuchten Banditen Tuco aus den Händen dreier Kopfgeldjäger, übergibt ihn dem Sheriff und kassiert dafür die Belohnung. Er bleibt im Film namenlos und wird „der Blonde“ genannt („Blondie“ im englischen Original). Bei Tucos Hinrichtung zerschießt der Blonde den Strick, so dass Tuco entkommt. Sentenza beobachtet diese Szene und durchschaut das Spiel. Diesen Coup wiederholen die beiden mehrfach und teilen sich die erhaltenen Belohnungen. Als Tuco mit der Begründung, er riskiere jedes Mal sein Leben, einen höheren Anteil fordert, wird er vom Blonden zu Fuß in der Wüste zurückgelassen. Tuco gelangt zu einem einsamen Ort, raubt sich eine Schusswaffe, tut sich mit früheren Kumpanen zusammen und überrumpelt mit ihnen den Blonden in einem Hotelzimmer. Er möchte ihn erhängen, doch in dem Moment schlägt eine Granate in das Hotel ein, und der Blonde kann die chaotische Situation zur Flucht nutzen.
Der Blonde nimmt danach mit einem anderen steckbrieflich Gesuchten das einträgliche Gewerbe wieder auf, wird jedoch dabei erneut vom rachsüchtigen Tuco überrascht, der verhindert, dass der Blonde den Strick, der seinem Kumpan um den Hals gelegt ist, zerschießen kann, ihn dann zu einem zermürbenden Marsch durch die Wüste zwingt und ihn langsam sterben lassen will. Als der Blonde fast am Ende seiner Kräfte ist, kommt den beiden eine führerlose Kutsche der Konföderiertenarmee entgegen, die von Tuco gestoppt wird. Darin finden sie außer einigen toten Soldaten auch den schwer verletzten Bill Carson. Er bietet Tuco für einen Schluck Wasser das genaue Versteck des unterschlagenen Geldes an, das auf einem Friedhof liegt, verliert dann aber das Bewusstsein, bevor er ihm auch den Namen des Grabes genannt hat. Tuco holt Wasser, doch als er zurückkommt, ist Carson bereits tot. Dem verdurstenden Blonden hat Carson jedoch mitgeteilt, in welchem Grab der Schatz versteckt ist.
Tuco muss nun, um den Schatz heben zu können, den Blonden am Leben erhalten und bringt ihn zu einer Missionsstation, in der Tucos Bruder, ein Mönch, verwundete Bürgerkriegssoldaten pflegt. Dann machen die beiden sich in Südstaatenuniformen auf den Weg zu dem Friedhof, geraten jedoch in die Gefangenschaft der Armee der Nordstaaten und fallen so Sentenza in die Hände, der Aufseher eines großen Gefangenenlagers geworden ist, in der Hoffnung, dort früher oder später Carson zu begegnen. Tuco gibt sich als Carson aus, ohne zu wissen, dass Sentenza ihm und dem Blonden bereits begegnet ist und seine wahre Identität kennt. Sentenza schließt daraus, dass die beiden Informationen über Carsons Beute besitzen, lässt Tuco foltern und erfährt von ihm den Namen des Friedhofs. Dem Blonden, bei dem er Folter für sinnlos hält, bietet er gemeinsame Sache an. Beide machen sich mit einigen Revolvermännern auf den Weg. Tuco wollen sie den Behörden ausliefern, doch dieser kann unterwegs seine Bewacher überwältigen und ihnen entkommen.
In einem zerstörten Ort nahe der Front macht Sentenzas Gruppe Rast. Der Blonde hört in der Ferne einen Schuss und erkennt am Klang Tucos individuell zusammengesetzten Revolver. Er findet Tuco und schlägt ihm vor, doch lieber mit ihm als mit Sentenza den Schatz zu heben. Sentenza bemerkt dies rechtzeitig und macht sich allein auf den Weg zum Friedhof.
Kurz vor dem Ziel werden Tuco und der Blonde wieder von einer Gruppe Unionssoldaten aufgegriffen und geben sich als Kriegsfreiwillige aus. Die Stellung, in die sie geraten, kämpft um eine Brücke, was jeden Tag viele Soldaten das Leben kostet. Um ihren Weg fortsetzen zu können, entwenden Tuco und der Blonde eine Kiste Sprengstoff und sprengen damit die Brücke, worauf die Soldaten nach heftiger Schlacht abziehen. Auf der anderen Seite gibt der Blonde einem sterbenden Soldaten seinen Mantel und nimmt dafür dessen Poncho, während Tuco auf dem Pferd des Soldaten zum Friedhof reitet.
Tuco erreicht den Friedhof als erster und beginnt an einem Grab, das der Blonde ihm zuvor genannt hat, zu graben – es ist jedoch das falsche, wie ihm kurz darauf der hinzugekommene Blonde erklärt. Da trifft auch Sentenza ein und bedroht die beiden, kann sie jedoch nicht erschießen, da ihm noch die Information über das genaue Grab fehlt. Auf einem runden Platz in der Mitte des Friedhofs kommt es zum Showdown in Form eines Mexican Standoff. Doch während die beiden anderen jeweils zwei Gegner belauern müssen, hat der Blonde in der Nacht zuvor heimlich Tucos Waffe entladen und kann sich daher ganz auf Sentenza konzentrieren. Er erschießt ihn und lässt Tuco anschließend das Gold ausgraben. Dann zwingt er ihn, sich mit einem Galgenstrick um den Hals auf ein wackeliges Grabkreuz zu stellen, und reitet mit der Hälfte des Geldes davon. Von weitem legt er sein Gewehr auf den wütend schimpfenden Tuco an, schießt den Strick durch und verschwindet.

## Entstehungsgeschichte

### Drehbuch

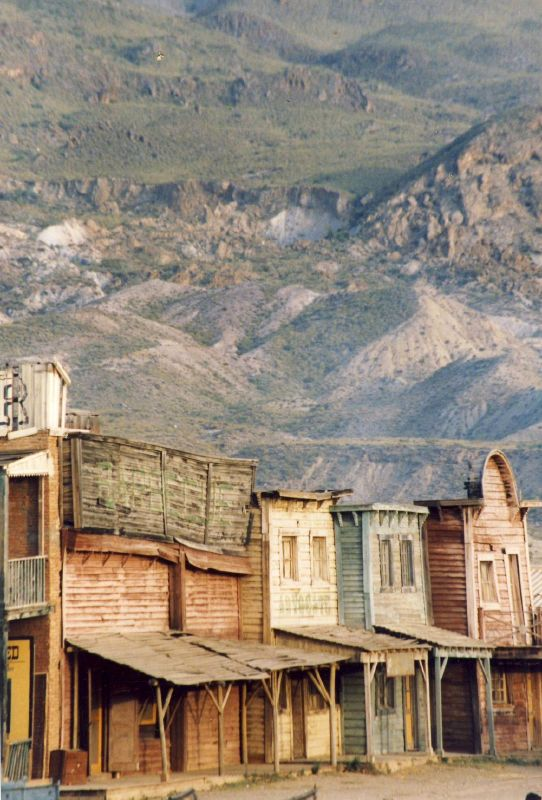
Almería – einer der Drehorte

Der Film ist eine italienisch-spanisch-deutsche Koproduktion und der dritte Teil von Sergio Leones „Dollar-Trilogie“. Leone, der mit Für eine Handvoll Dollar (1964) und Für ein paar Dollar mehr (1965) recht erfolgreich war, hatte für Zwei glorreiche Halunken ein weitaus höheres Budget zur Verfügung: 1,3 Millionen US-Dollar. Das Drehbuch schrieb Autor Vincenzoni in nur elf Tagen, es wurde von Mickey Knox ins Englische übersetzt.
In einigen Punkten weicht das Drehbuch von historischen Tatsachen ab. Obwohl er zur Zeit von Sibleys New-Mexico-Feldzug spielt, also im Jahr 1862, erwähnt Sentenza, als er vom Kommandanten des Kriegsgefangenenlagers der Misshandlung von Gefangenen bezichtigt wird, dass es den Unionssoldaten in Andersonville sicher noch schlechter gehe. Dies ist historisch gesehen ein Fehler, denn Andersonville wurde erst 1864 eröffnet. Die Brücke wird mit Dynamit gesprengt, welches erst vier Jahre später erfunden wurde.

### Besetzung
Charles Bronson war sowohl die Rolle des Tuco als auch die des Sentenza angeboten worden. Nur weil er ablehnte, kamen Eli Wallach und Lee Van Cleef zum Zuge. Die beiden Schauspieler waren in amerikanischen Filmen nur auf Nebenrollen besetzt worden und erhielten hiermit die Chance auf eine Hauptrolle. Für die Rolle des Tuco war auch Gian Maria Volonté im Gespräch gewesen. Wallachs Figur des Tuco, dessen vollständiger Name Tuco Benedicto Pacífico Juan María Ramírez lautet, wurde bei seinem zweiten Hinrichtungstermin wegen folgender Verbrechen verurteilt: „Mord, tätlicher Angriff auf einen Staatsangestellten, Vergewaltigung einer Jungfrau weißer Hautfarbe, versuchte Vergewaltigung einer Frau schwarzer Hautfarbe, Unterbrechung des Schienenverkehrs in räuberischer Absicht, Bankraub, Straßenraub, nicht genau bekannte Anzahl von Raubüberfällen auf Postämter, Flucht aus dem Staatsgefängnis, Falschspiel mit gezinkten Karten und Würfeln, Förderung von Prostitution, Erpressung, versuchter Verkauf geflüchteter Sklaven, Falschmünzerei, Missachtung des Gerichts, Brandstiftung (Gerichtsgebäude und Büro des Sheriffs in Sonora), Vieh- und Pferdediebstahl, Waffenschieberei an Indianer, Amtsanmaßung als mexikanischer General und ungesetzlicher Bezug von Vergütungen und Pensionen der Unionsarmee.“
Sergio Leone war erbost darüber, dass Clint Eastwood, den er für „seine Entdeckung“ hielt, eine Gage von 250.000 Dollar plus zehn Prozent der weltweiten Einspielergebnisse verlangte. Er dachte daran, die Hauptrolle umzubesetzen, entschied sich dann aber doch für den populären Eastwood. Nachdem Zwei glorreiche Halunken abgedreht war, galt die Beziehung der beiden Männer jedoch als zerrüttet. Für den Nachfolgefilm Spiel mir das Lied vom Tod setzte Leone deshalb den damals relativ unbekannten Charles Bronson als Hauptdarsteller durch. Gegen Ende des Films nimmt Clint Eastwood den charakteristischen Poncho an sich, den er in Für eine Handvoll Dollar und Für ein paar Dollar mehr trägt. Damit ist klargestellt, dass dieser Film das Prequel zu den beiden anderen Filmen darstellt.

### Dreharbeiten
Die Außenaufnahmen des Films entstanden überwiegend in Spanien, wo zu dieser Zeit sehr viele Italowestern gedreht wurden. Beim Dreh wurden 1.500 spanische Soldaten als Komparsen eingesetzt.
Da Sergio Leone kein Gummiskelett in den Sarg-Szenen benutzen wollte, wurde ein Skelett eines echten Menschen verwendet. Dieses Skelett stammt von einer spanischen Schauspielerin, deren Wille es war, dass ihre Schauspielkarriere auch posthum fortgesetzt wird. Da in der betreffenden Szene auf dem Grab ein Sterbedatum im Februar 1862 angegeben und die darinliegende Leiche bereits völlig skelettiert ist, darf geschlossen werden, dass Leone auf die exakte zeitliche Verknüpfung der Handlung mit der im Frühjahr 1862 stattgefundenen Sibley-Offensive offenbar keinen besonderen Wert legte.
Dieser Film war einer der ersten Western, der Waffen verwendete, die zu jener Zeit üblicherweise benutzt wurden. In den meisten Filmen, die davor produziert wurden, seien es europäische oder US-amerikanische, waren die Personen mit dem legendären Colt Single Action Army (auch bekannt als Peacemaker) ausgestattet, oft auch bei Filmen, die zu Zeiten des Sezessionskrieges spielten, als es diese Waffe noch gar nicht gab (Einführung erst 1873). In diesem Film jedoch tragen alle Figuren die für die Zeit üblichen Perkussionsrevolver (der Blonde einen Colt Navy Cal. 36, Sentenza einen Remington New Model Army). Eine künstlerische Freiheit erlaubte sich Leone dennoch: Die Modelle, die für die Schießszenen verwendet wurden, sind moderne Repliken, die statt mit den eigentlich korrekten separaten Zündhütchen mit Patronen geladen wurden (ersichtlich in der Hotelszene, in der Clint Eastwood seine Waffe reinigt und dann rasch zusammensetzt und lädt, bzw. in der Szene, in der Tuco den Waffenhändler beraubt und seinen neuen Revolver mit Patronen lädt). Obwohl die Patrone bereits erfunden war, war sie noch nicht weit verbreitet, da sie für den privaten Gebrauch zu teuer war. Wenn es Umbauten von Perkussionsrevolver auf Patronenrevolver gab, so sahen diese noch anders aus.
Der riesige Friedhof, auf dem der Showdown stattfindet, wurde von spanischen Soldaten angelegt. Auch die Brücke, die gegen Ende des Films gesprengt wird, wurde von spanischen Soldaten erbaut. Als der zuständige Offizier das Zeichen zur Sprengung gab, liefen jedoch die Kameras noch nicht. Dem Offizier war die Angelegenheit so peinlich, dass er die Brücke ein zweites Mal bauen ließ. Die zweite Sprengung wurde dann erfolgreich gefilmt.

### Filmmusik
Zum Erfolg des Films trug auch die berühmt gewordene Filmmusik von Ennio Morricone bei, der mit Leone bereits seit seiner Schulzeit befreundet war. Seine mit zahlreichen prägnanten Einfällen wie Schüssen, Pfeifen und Jodeln angereicherte Komposition, die mittlerweile fest im kollektiven Gedächtnis der Populärkultur verankert ist, begleitet den Film über die gesamte Dauer. Das Hauptthema, das an das Heulen eines Kojoten erinnert, besteht als Leitmotiv gerade einmal aus zwei Noten (einem Intervall von einer Quarte) und wird mit unterschiedlichen Instrumenten zu den drei Hauptrollen gesetzt: die Flöte für den Blonden, die Okarina für Sentenza und Gesang für Tuco.
Der rhythmische und ausgesprochen mexikanisch klingende Soundtrack wird als eine der größten Filmmusiken der Filmgeschichte angesehen.
Die Musik untermalt den Sezessionskrieg und beinhaltet die traurige, von Gefangenen gesungene Ballade La storia di un soldato, während Tuco von Sentenza misshandelt wird. Das berühmte Ende des Films, ein dreieckiger Mexican Standoff, wird von dem Lied L’estasi dell’oro („Ekstase des Goldes“) auf einem Massenfriedhof eingeleitet, an den sich das Duell mit Il triello anschließt mit der „glorreichen“ Solotrompete. Dieser epische Showdown wird von vielen Kritikern als einer der elektrisierendsten Filmhöhepunkte überhaupt betrachtet, und die Musik bildet einen integralen Teil davon.
The Good, the Bad and the Ugly Original Motion Picture Soundtrack erschien 1966 mit Veröffentlichung des Films. Il buono, il brutto, il cattivo war 1968 ein Nr.-1-Hit in den American Billboard Charts zusammen mit dem Rolling-Stones-Lied Jumpin’ Jack Flash. Das Album stand mehr als ein Jahr in den Charts und schaffte Rang 4 in den Billboard Pop Album Charts und Platz 10 der Black Album Charts. Seine Cover-Version des Titellieds wurde auch zu einem Hit für den US-amerikanischen Musiker Hugo Montenegro (Platz 2  Billboard Hot 100 (USA) und Platz 1 der britischen Singlecharts, 1968). Die britische Rockband Motörhead wie auch die US-amerikanische Punk-Band Ramones eröffneten Konzerte mit der Titelmelodie des Films, letztere etwa ihr Konzertalbum Loco Live. Leicht variiert steht das bekannte Leitmotiv der Titelmelodie auch am Beginn des Songs Clint Eastwood auf dem Debütalbum von Damon Albarns Bandprojekt Gorillaz. Die US-amerikanische Metal-Band Metallica eröffnet ihre Konzerte seit 1983 mit The Ecstasy of Gold und der entsprechenden Filmsequenz. Für das Tributealbum We All Love Ennio Morricone haben Metallica den Titel dann erstmals 2007 selbst eingespielt.
Das originale Soundtrack-Album wurde von GDM Records 2001 mit 10 zusätzlichen Titeln in Mono veröffentlicht. Dieses hatte eine Spielzeit von 58 Minuten und 07 Sekunden. Der letzte Titel „Il triello“ wurde mit zwei zusätzlichen Minuten Laufzeit auf die im Film zu hörende Version erweitert. Allerdings fällt der neu hinzugefügte Teil deutlich auf, da dieser von einer hörbar schlechten Monoquelle genommen wurde.
Dieses Album wurde 2004 von Capitol Records neu aufgelegt. Hier verzichtete man allerdings auf die hinzugewonnenen letzten zwei Minuten und den Versuch „Il triello“ anhand von Stereo- und Monoquellen zur Filmversion „umzubauen“ und beließ es bei der originalen Albumversion in Stereo.
Im Dezember 2020 veröffentlichte das Label Quartet Records erstmals die komplette Filmmusik auf drei CDs, dank der Entdeckung der originalen Tonbänder in den Archiven der MGM Studios, die sämtliches für den Film in Mono aufgenommene Material in exzellenter Tonqualität beinhalteten. Das originale Stereo-Album fand seinen Platz auf der dritten CD und wurde im Vergleich zu den vorangegangenen Veröffentlichungen erstmals von den first-generation Bändern remastered.
Bei der Oscarverleihung 2007 erhielt Morricone, zu Tränen gerührt, die Auszeichnung für sein Lebenswerk aus den Händen von Clint Eastwood, nachdem er zuvor schon fünfmal erfolglos für den Academy Award nominiert worden war.
| Ausgabe 1966 – 33:13 1. The Good, the Bad and the Ugly (Main Title) (2:38) 2. The Sundown (1:12) 3. The Strong (2:20) 4. The Desert (5:11) 5. The Carriage of the Spirits (2:06) 6. Marcia (2:49) 7. The Story of a Soldier (3:50) 8. Marcia Without Hope (1:40) 9. The Death of a Soldier (3:05) 10. The Ecstasy of Gold (3:22) 11. The Trio (Main Title) (5:00) | 2004 Extended Release – 53:01 1. Il buono, il brutto, il cattivo (The Good, the Bad and the Ugly) (Main Title) (02:42) 2. Il tramonto (The Sundown) (01:16) 3. Sentenza (01:42) 4. Fuga a cavallo (01:07) 5. Il Ponte di corde (01:52) 6. Il Forte (The Strong) (02:23) 7. Inseguimento (02:25) 8. Il deserto (The Desert) (05:17) 9. La carrozza dei fantasmi (The Carriage of the Spirits) (02:09) 10. La missione San Antonio (02:15) 11. Padre Ramirez (02:37) 12. Marcetta (Marcia) (02:53) 13. La storia di un soldato (The Story of a Soldier) (03:54) 14. Il treno militare (01:25) 15. Fine di una spia (01:17) 16. Il bandito Monco (02:46) 17. Due contro cinque (03:47) 18. Marcetta senza speranza (01:41) 19. Morte di un soldato (The Death of a Soldier) (03:08) 20. L’estasi dell’oro (The Ecstasy of Gold) (03:23) 21. Il triello (The Trio) (Main Title) (05:02) | 2020 Expanded Release – 02:52:28 Disc 1 1. Prologo / Il buono, il brutto, il cattivo (titoli) (02:47) 2. Il brutto / Il tramonto (01:21) 3. Morte di Stevens (00:55) 4. Morte di Baker / Il cattivo (00:27) 5. Una taglia sulla testa / Un angelo biondo (00:52) 6. Fuga a cavallo (00:45) 7. Il buono / Il biondo abbandona Tuco nel deserto (00:37) 8. La confessione di Maria (01:14) 9. Il ponte di corde (00:50) 10. Tuco fa la colletta (01:05) 11. Suspense (01:14) 12. I tre desperados / Una cannonata provvindenziale (01:10) 13. Il forte (02:21) 14. All’inseguimento del biondo (02:25) 15. Il deserto (05:16) 16. Il deserto secondo (02:39) 17. Lo stivale (00:59) 18. La carrozza dei fantasmi (02:07) 19. Biondo… non morire! (00:56) 20. La missione di San Antonio / Il mio miglior nemico veglia su di me (02:23) 21. Incontro con Padre Ramirez / Perdonami fratello / Ti aiuterà a difenderti (02:38) 22. Il Canyon dei Morti / Dio è con noi (00:26) 23. Marcetta prima / Marcetta seconda (02:45) 24. Il campo di prigionia di Betterville (01:25) 25. La storia di un soldato (05:34) 26. Un treno per la forca / Partenza del treno militare (01:56) 27. Tuco e Wallace (La storia di un soldato) (03:52) 28. Tuco scappa / Arrivo nella cittadina / Fine di una spia (01:16) 29. Il bandito monco (02:52) 30. Inseguilo! (00:56) 31. Il bagnoschiuma di Tuco (00:46) 32. Due contro cinque / Verso duecentomilla dollari (04:06) Disc 2 1. Il capitano nordista (03:12) 2. Due assalti al giorno (02:08) 3. Il capitano è ferito (01:20) 4. Marcetta senza speranza (01:51) 5. L’esplosione del ponte (00:48) 6. Morte di un soldato (03:17) 7. L’estasi dell’oro (03:23) 8. In due scaverete più presto! / Il triello (02:50) 9. Il triello seconda parte (02:20) 10. Non è uno scherzo, è una corda / Nella linea del mirino / Il buono, il brutto, il cattivo (00:56) 11. Finale (02:01) Bonus-Tracks 1. Titoli (Versione film con cannonata) (02:46) 2. La storia di un soldato (Orchestral Version) (02:54) 3. Il tramonto (Alternate) (00:58) 4. Morte di Stevens (Alternate) (00:54) 5. Fuga a cavallo (Film Version) (00:45) 6. Intermezzo musicale (00:23) 7. Il forte (Alternate) (00:56) 8. Marcetta (Alternate) (02:44) 9. Organo (00:16) 10. Organo secondo (01:33) 11. L’estasi dell’oro (Mono Album Mix) (03:23) 12. Il triello (Alternate) (03:15) 13. Il triello / Il triello seconda parte (Extended Version) (07:13) 14. La storia di un soldato (Alternate) (03:56) 15. Lo stivale (Extended Sustain) (02:17) 16. Uahuah & effetti (02:04) 17. La storia di un soldato (Extended Stereo Version) (07:19) 18. Il triello (Alternate – Stereo Mix) (03:15) 19. La storia di un soldato (Extended Version) (03:55) 20. Titoli (Versione film con cannonata – Stereo Mix) (02:47) Disc 3 Ausgabe 1966. Erstmals remastered von den first-generation Tonbändern. Stereo. | Mitwirkende - Komponist / Orchestrator: Ennio Morricone - Dirigent: Bruno Nicolai - Orchester: Unione Musicisti di Roma - Texter: Tommie Connor - Chor: I Cantori Moderni di Alessandroni - Gesang: Edda Dell’Orso, Franco Cosacchi, Nino Dei, Enzo Gioieni, Gianna Spagnulo - Pfeifen / Gitarre: Alessandro Alessandroni - Okarina: Italo Cammarota - Flöte: Nicola Samale - Englischhorn: E. Wolf Ferrari - Trompete: Michele Lacerenza, Francesco Catania - Klassische Gitarre: Bruno Battisti D’Amario - Elektrische Gitarre: Pino Rucher - Mundharmonika: Franco De Gemini - Schlaginstrumente: Piero Munari - Schlagzeug: Vincenzo Restuccia |

1. 1 2 3 4 5 6 7 8 9  Bisher unveröffentlicht. Mono.
2. 1 2  Von neuentdeckten Tonbändern aus den Archiven der MGM Studios mit dem kompletten in Mono für den Film aufgenommenen Material.

## Veröffentlichung
Der Film kam am 23. Dezember 1966 in Italien in die Kinos. Am 29. Dezember des folgenden Jahres wurde er in den USA von United Artists gestartet. Für die amerikanische Kinofassung wurden einige Szenen gekürzt beziehungsweise weggelassen, was sich auch auf spätere Fassungen auswirkte, die darauf aufbauten.
Im englischen Trailer wurden „the Ugly“ und „the Bad“ vertauscht. Im deutschen Vorspann wird das originale „il brutto“ fälschlich mit „der Brutale“ übersetzt; es bedeutet in Wirklichkeit jedoch sinngemäß „der Hässliche“ – in Bezug auf seinen Charakter, nicht auf sein Aussehen.
Von diesem Film existieren mehrere Filmfassungen. Es gibt deshalb unterschiedliche Synchronfassungen, beschrieben bei jeder Filmfassung.
- Deutsche Kinofassung, 1967:
  - Kürzer als die italienische Kino-Filmfassung.
  - Synchronisation: Kinosynchronfassung.

- ZDF-Fassung, Mitte der 1980er:
  - um 15 Minuten gekürzte deutsche Kinofassung von 1967.
  - Synchronisation: Kinosynchronfassung, nur eben kürzer.

- Pro7-Fassung, 1995:
  - Länger als die deutsche Kinofassung, entspricht der italienischen Kinofassung.[10][10]
  - Synchronisation: Entspricht größtenteils der Kino-Synchronisation, bei eingefügten noch nicht synchronisierten Szenen sind bis auf Clint Eastwood, der wieder von Gert Günther Hoffmann synchronisiert wurde, andere Sprecher zu hören (Lee Van Cleef: Hartmut Neugebauer, Eli Wallach: Thomas Fritsch).

- DVD-Fassung, Gold Edition 2004:[11]
  - Länger als die deutsche Kinofassung und länger als die italienische Kino-Fassung.[12]
  - Synchronisation: Entspricht größtenteils der Kino-Synchronisation, in den zusätzlichen Szenen werden andere Sprecher als in der Pro7-Synchronisation verwendet (Clint Eastwood: Erich Räuker, Lee Van Cleef: Reinhard Kuhnert, Eli Wallach: Walter Alich). Zusätzlich wurde ein Dialog geändert: In der Kino-Synchronisation (wie auch in der Pro7- und ZDF-Synchronisation) heißt es „Gott ist nicht mit uns, er hasst Idioten wie dich!“, in der DVD-Synchronisation „Gott ist nicht mit uns, weil er für Idioten keine Gnade kennt!“

- ZDF-Fassung, 2005:[13]
  - DVD-Filmfassung von 2004 mit Mischsynchronisation.
  - Synchronisation: Weil die DVD-Filmfassung länger als die Pro7-Fassung ist, wurden die Pro7-Synchronisation und die DVD-Synchronisation gemischt. Das heißt, dass für Szenen, die noch nicht in der Pro7-Filmfassung vorhanden waren, die DVD-Synchronisation Verwendung fand. Für alle anderen Szenen wurde die Pro7-Synchronisation verwendet.

Alle Synchronfassungen nach 1967 benutzen größtenteils die Kino-Synchronisation. Bei eingefügten und deshalb noch nicht synchronisierten Szenen sind andere Sprecher zu hören, die DVD- und die Fernseh-Synchronisation haben jeweils andere Sprecher. In der Mischfassung aus dem Jahre 2005 wird Elli Wallach deshalb von drei Sprechern synchronisiert. Die ZDF-Fassung von 2005 ist trotzdem die unter Fans bislang beliebteste Fassung: Sie verbindet weitestgehend die Kino-Synchronisation mit der ebenfalls beliebten Pro7-Synchronisation. Die unbeliebte DVD-Synchronisation wird so wenig wie möglich verwendet. Die Bildqualität ist identisch mit derjenigen der DVD-Gold-Edition.

### Synchronisation
Es existiert eine Komplettsynchronisation, die für den Kinomarkt erstellt wurde. Da diese Version um ein paar Minuten gekürzt war, wurden die geschnittenen Szenen, als erstes für die Fernsehausstrahlung auf Pro7, dann für die DVD, nachsynchronisiert. Einzig Gert Günther Hoffmann kehrte für die Pro7-Fassung zurück, der Sergeant der Konföderierten und der Corporal beim Lager der Konföderierten kommen nur in der ungekürzten Fassung vor.
| Rolle                                  | Darsteller          | Synchronsprecher                                                                        |
| -------------------------------------- | ------------------- | --------------------------------------------------------------------------------------- |
| Der Blonde/der Gute                    | Clint Eastwood      | Gert Günther Hoffmann Nachsynchro (DVD): Erich Räuker                                   |
| Sentenza/der Böse                      | Lee van Cleef       | Heinz Petruo Nachsynchro (Pro7): Hartmut Neugebauer Nachsynchro (DVD): Reinhard Kuhnert |
| Tuco/der Hässliche                     | Eli Wallach         | Otto Preuss Nachsynchro (Pro7): Thomas Fritsch Nachsynchro (DVD): Walter Alich          |
| betrunkener Captain                    | Aldo Giuffrè        | Harald Juhnke Nachsynchro (Pro7): Gudo Hoegel Nachsynchro (DVD): Jörg Hengstler         |
| Sergeant der Konföderierten            | Joseph Bradley      | Nachsynchro (Pro7): Walter Reichelt Nachsynchro (DVD): Werner Ehrlicher                 |
| Corporal beim Lager der Konföderierten | Víctor Israel       | Nachsynchro (Pro7): Thomas Rau Nachsynchro (DVD): Michael Telloke                       |
| Corporal Wallace                       | Mario Brega         | Hans Schwarz                                                                            |
| Stevens                                | Antonio Casas       | Martin Hirthe                                                                           |
| Baker                                  | Livio Lorenzo       | Hans Hessling                                                                           |
| Vater Pablo Ramirez                    | Luigi Pistilli      | Rolf Schult                                                                             |
| Maria                                  | Rada Rassimov       | Beate Hasenau                                                                           |
| Elam                                   | Al Mulock           | Gerd Martienzen                                                                         |
| Sheriff                                | John Bartha         | Heinz Palm                                                                              |
| Captain Harper                         | Antonio Molino Rojo | Günther Flesch                                                                          |
| Waffenhändler                          | Enzo Petito         | Herbert Weißbach                                                                        |
| Bill Carson                            | Antonio Casale      | Edgar Ott                                                                               |

### Heimkino
Seit 2000 wurde der Film mehrmals als DVD bzw. Blu-ray-Disc veröffentlicht.
- 2000: Die erste DVD des Films präsentierte Zwei glorreiche Halunken in einer Länge von 155 Minuten (das entspricht einer Kino-Länge von 161 Minuten) und enthielt 14 Minuten Bonusmaterial. Diese DVD wurde häufig wegen ihrer mangelhaften Bild- und Tonqualität kritisiert. Der Film entspricht bis auf einzelne Schnitte, die zusammen etwa eine Minute ausmachen, der deutschen Kinoversion von 1967.
- 2004: Diese Doppel-DVD wurde als Gold Edition veröffentlicht und präsentierte den Film in einer Länge von 171 Minuten (= Kino 178 Minuten). Der Film enthält nun auch einige zusätzliche Szenen, die bislang nur in der italienischen Originalversion zu sehen waren (diese wurden in der englischsprachigen Version von den Darstellern Eastwood und Wallach nachsynchronisiert). Außerdem ist die „Grottensequenz“ (als Tuco seine alten Kumpels anheuerte, um den Blonden im Hotelzimmer zu überfallen) eingefügt worden, die von Leone nach der Uraufführung 1966 wieder entfernt worden war, und die auch für spätere Reprisen nicht wieder verwendet wurde. Dagegen ist die „Socorro“-Sequenz (Tuco sucht in einer mexikanischen Stadt nach dem Blonden und sammelt mittels eines Hutes Geld. Dabei wird er aber vom Blonden, der dort ein Verhältnis mit einer Frau hat, reingelegt. Diese Szene liegt unmittelbar vor der Szene, bei der Tuco die Stummel des Blonden in den Lagerfeuern findet.) nach wie vor verschollen, aber das Bonusmaterial der DVD enthält eine erzählte Rekonstruktion der Szene, die mit ein paar Sekunden Film und einigen Standbildern angereichert wurde. Die Edition, für die Bild und Ton überarbeitet wurden, enthält umfangreiches Bonusmaterial und einen Audiokommentar des Filmexperten Richard Schickel. Diese Edition gilt allgemein als bis dato beste DVD-Veröffentlichung von Zwei glorreiche Halunken. Allerdings existieren Versionen des Films, die noch länger sind als diese.
- 2006: Im Rahmen der DVD-Cinemathek der Süddeutschen Zeitung wurde unter der Nummer 68 auch Zwei glorreiche Halunken (unter dem englischen Titel The Good, the Bad and the Ugly) publiziert. Der Hauptfilm ist mit der Version der Gold Edition identisch. Die DVD enthält kein Bonusmaterial.
- 2007: Am 5. März erschien Zwei glorreiche Halunken als Steelbook-Edition. Diese DVD ist inhaltlich mit der Gold Edition von 2004 identisch.
- 2009: Am 22. April wurde der Film auch in einer Blu-Ray-Fassung veröffentlicht. Diese Version wird kritisiert, weil die deutsche Tonspur in der Geschwindigkeit um ca. 4 % reduziert ist und sich die Dialoge deshalb dumpf und schleppend anhören.
- 2014: Am 6. Juni erschien Zwei glorreiche Halunken mit einem remasterten Bild (anhand eines 4K-Masters) und warmer Sepiatönung, welche dem ursprünglichen Kinofilm nahekommt. Erstmals findet hier die ZDF-Mischsynchronisation von 2005 statt der MGM-Synchronisation von 2004 Verwendung.[15] In der Schlussszene ist jedoch der letzte Satz Tucos, anders als in den vorherigen Fassungen, nun mit einem nachträglich erstellten Synchronpart von Thomas Fritsch (Pro7-Synchronisation) zu hören, welcher auf Basis des italienischen Bildmasters mit einem alternativen Take anstelle der internationalen Fassung erstellt wurde, da die Kinofassung an dieser Stelle sonst asynchron gewesen wäre. Auf der Blu-ray ist dies allerdings ein Überarbeitungsfehler, da das Bildmaterial wieder dem der internationalen Fassung entspricht und dementsprechend wieder die Kinofassung mit Otto Preuss gepasst hätte. Dies wird aufgrund des plötzlichen Stimmwechsels in der Szene von Fans kritisiert, obgleich die Blu-ray insgesamt gegenüber den vorherigen Veröffentlichungen deutlich positiver aufgenommen wird.[16]

## Rezeption

### Filmgeschichtliche Bedeutung
Zwei glorreiche Halunken enthält viele von Leones Markenzeichen. Dazu zählen kurze Dialoge, lange Szenen, in denen die Spannung langsam aufgebaut wird, sowie der Kontrast zwischen schweifenden Weitwinkelaufnahmen und dichtgedrängten Nahaufnahmen von Gesichtern, Augen und Fingern. In den ersten Minuten des Films wird kein Wort gesprochen. Einige Kameraeinstellungen zitieren bekannte Bilder und Fotos aus dem amerikanischen Bürgerkrieg und wirken besonders authentisch. Gegenüber den klassischen US-Western der 1960er Jahre wirkte Leones satirischer und zynischer Inszenierungsstil innovativ. Die illusionslosen, amoralischen Desperados des Films waren die zeitgemäßen Anti-Helden eines Jahrzehnts, in dem die traditionellen Werte in Frage gestellt wurden. Klassische Western-Helden wie Gary Cooper, James Stewart, Henry Fonda oder John Wayne, die in der Regel auf der Seite des Gesetzes kämpften, wurden vom jungen Publikum eher als antiquiert wahrgenommen. Zudem hat der Film durch die Verstrickung seiner drei Hauptfiguren in den amerikanischen Sezessionskrieg teilweise auch Merkmale eines Anti-Kriegsfilms.
Bereits 1967 entstand eine Parodie der Komiker Franco & Ciccio unter dem Titel Il bello, il brutto, il cretino, die sich nicht nur über Szenen, sondern auch über winzige Details von Zwei glorreiche Halunken lustig macht.
Mit Zwei glorreiche Halunken hatte Sergio Leone solchen Erfolg, dass er 1968 mit einem noch höheren Budget seine Amerika-Trilogie beginnen konnte. Diese begann mit Spiel mir das Lied vom Tod (1968), wurde 1971 mit Todesmelodie fortgesetzt und 1984 mit Es war einmal in Amerika abgeschlossen.
Der Regisseur Quentin Tarantino bezeichnet Zwei glorreiche Halunken als seinen Lieblingsfilm, und Jeff Bridges nennt ihn seinen Lieblingswestern. Auch der US-Filmkritiker Roger Ebert zählte Zwei glorreiche Halunken zu den großen Filmen. Für Stephen King war er eine wichtige Inspiration für seine Fantasy-Saga Der Dunkle Turm, in dessen Vorwort (zur neuen Auflage von Band 1) er ausführlich auf die Eindrücke eingeht, die der Kinobesuch bei ihm hinterlassen hat.
Das Publikum der Internet Movie Database wählte den Film mit einer Bewertung von 8,8 von 10 Punkten in die Top 10 der Wertung.

### Kritiken
Zwei glorreiche Halunken erhielt ein sehr gutes Presseecho, was sich auch in den Auswertungen US-amerikanischer Aggregatoren widerspiegelt. So erfasst Rotten Tomatoes fast ausschließlich wohlwollende Besprechungen und ordnet den Film dementsprechend als „Zertifiziert Frisch“ ein. Metacritic ermittelt aus den vorliegenden Bewertungen „Allgemeines Kritikerlob“. Und They Shoot Pictures, Don’t They? zählt den Film zu den 200 angesehensten Werken der Filmgeschichte.

„Wenn ein Western von Sergio Leone auf dem Programm steht, wissen Kenner, dass spannende Unterhaltung garantiert ist. Raffinierte Kamera-Arbeit, ausgefallene Action, mitreißende Musik und last but not least unverwechselbare Charakterköpfe tun das ihre dazu.“

Der amerikanische Filmkritiker Roger Ebert, der den Film als „Meisterwerk“ lobt, hebt besonders die Inszenierung des Schlussduells als „Übung in Stil“ hervor, in welcher Leone den Suspense bis zum letzten Moment halte und auskoste. In Bezug auf die wüstenhaften Schauplätze des Films bemerkt er außerdem, Leones Filme seien „erhöhte Träume“, in denen alles „größer, ärger, brutaler, dramatischer als im wirklichen Leben“ sei.

„Das Gute liegt in Leones Kamera-Arbeit, die Farbe und Komposition fachmännisch verbindet und den Details von Form und Textur, die sich bei Außenaufnahmen üppiger anbieten als beim Drehen in Ateliers, scharfe Aufmerksamkeit schenkt. Schlecht ist der passende Ausdruck für die hölzerne Schauspielerei und Leones Glaube an die Werte und die grenzenlosen Möglichkeiten des Comic strip. Und häßlich ist sein unstillbarer Appetit auf Prügeleien, Verstümmelungen und Großaufnahmen von zermatschten Gesichtern.“

„Tolle Darsteller, eine ausgefeilte, zynische Dramaturgie zwischen Härte und Humor, brillante Kameraarbeit und perfekte Musik: was will man mehr!“

Phil Hardy stellt fest, Leone inszeniere einen „trockenen, entvölkerten Westen als Schauplatz für einen lang hingezogenen Totentanz“.

„Hinreißend düstere Landschaften, klare Bildkompositionen, eiskalte Typen und Gags am Fließband: der Western als Comic strip. Ein Italoklassiker.“

„Clint Eastwood reitet als der Inbegriff des namenlosen Fremden und coolen Revolverhelden durch eine grandiose Westernkulisse. […] Die letzte Steigerung des Lonely-Rider-Mythos und gleichzeitig schon seine Persiflage. […] Dritter, nicht ohne Ironie inszenierter Film der berühmten „Dollar“-Trilogie […].“